# Marasettihalli, Mysore
Marasettihalli là một làng thuộc tehsil Mysore, huyện Mysore, bang Karnataka, Ấn Độ.